# Heilig Hart van Jezuskerk (Grashoek)

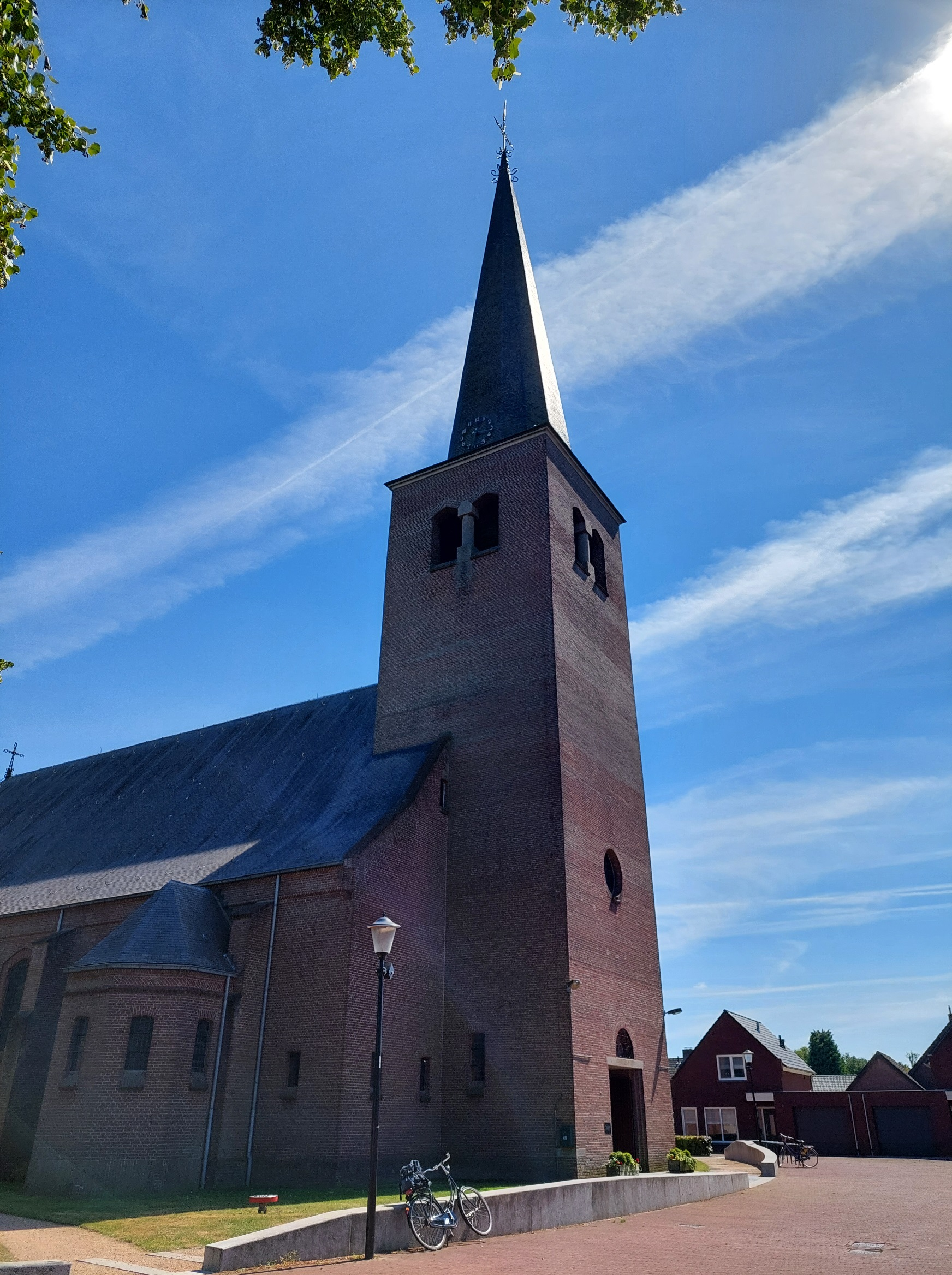
Heilig Hart van Jezuskerk (Grashoek)

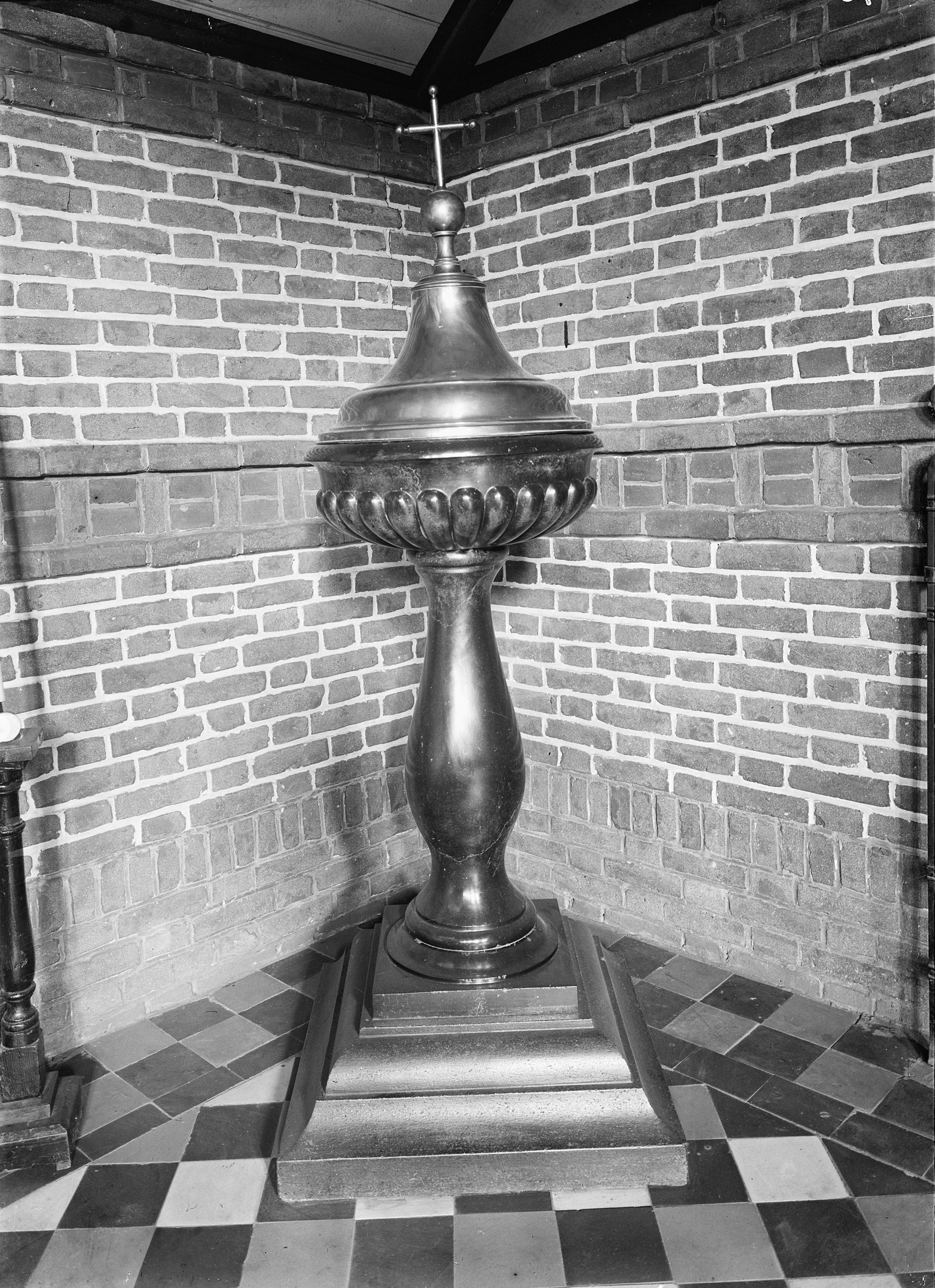
doopvont

De Heilig Hart van Jezuskerk is de parochiekerk van Grashoek, gelegen aan Roomweg 46.
In 1918 werd een noodkerk ingericht, en een definitieve kerk kon pas gebouwd worden na de Tweede Wereldoorlog. Deze werd ingewijd in 1954 en architect was A. Schwenke.
Het betreft een bakstenen kerkgebouw in historiserende stijl. Er is een aangebouwde, vlakopgaande westtoren, gedekt met een achthoekige ingesnoerde naaldspits. In deze toren bevindt zich het ingangsportaal en daarboven een rond venster.
Het interieur van de kerk heeft gotische elementen zoals een kruisgewelf, een waaiergewelf boven het koor, en scheibogen die ondersteund worden door ronde pilaren. Deze zijn weliswaar van beton, maar ze zijn met tufsteen bekleed.
De kerk bezit enkele heiligenbeelden.